# Fábián János (kanonok)
Fábián János (Sirak, 1832. január 20. – Pozsony, 1923) esztergomi tiszteletbeli kanonok.

## Élete
Polgári szülők gyermeke. Gimnáziumi tanulmányainak végeztével a bölcseletet Nagyszombatban hallgatta és teológiára a pesti központi papnevelőbe küldetett. 1855. március 14-én fölszenteltetett; segédlelkész volt Nagyölveden, 1858. november 25-én helyettes lelki igazgató és tanár lett az esztergomi papnevelő intézetben, 1862. május 15-én alsószemerédi, 1874. október 27-én esztergom-vízivárosi, 1880. május 20-án érsekújvári plébános és 1882. december 23-án esztergomi tiszteletbeli kanonok lett.

## Írásai
Folyóiratokban és lapokban megjelent cikkei: a Pesti növendékpapság Munkálataiban (1853. Jézus társasága különös tekintettel hazánkra, 1854. Lippay György esztergomi érsek élete, Kalászok az egyháztörténelem mezején), a Családi Lapokban (1853. Becket Tamás halála), az Ifjusági Plutarchban (I. Eger, 1858. Szent Ágoston, II. Bécs, 1859. Nagy szent Gergely, IV. Pápa, 1859. Kopácsy József); a Religióban (1858. I. Ujszövetségi áldozat, pályadíjas mű, 1870. A szentirás a világi hivek kezében. Természettani érvek a pápai tévmentesség ellen, 1872. A római pápa csalhatatlansága a vatikáni szent zsinat előtt és után, Hitterjesztés, 1873. Miért utálja a katholikus egyház az úgynevezett polgári házasságot, A házasság polgári oldalai és viszonyai, Tiltakozás az amerikai rendszer ellen, 1877. A vegetarianusok és a katholikus egyház), a Népn. Közleményekben (1858. A szeplőtelenűl fogantatott Szűz Mária, Egy fontos tanóra), az István bácsi Naptárában (1859. Két testvér), a Kath. Néplapban (1860. Egy ifjú levelei édes anyjához, 1862. Egy ifjú elmélkedései, A mester és tanítványa, 1864. Az egyházasfalvi plébánia története), a Magyar Sionban (1864. Alsó-Szemeréd, Visk. 1865. Csepregi plébánia, Felső-szemerédi templom felirata, Kratochvila Mihály, 1866. Egy plébános mint hitvalló az egri börtönben, Egegh, Börzsönyi, hontm. plébánia története, 1867. Gyerk Hontmegyében, Pereszlény Hontm., 1868. Felső-Zsember), a Kath. Lelkipásztorban (1866-68. egyházi beszédek), az Uj M. Sionban (1873. A lourdesi kegyhely, Szent V. Pius pápa, 1875. A fonteti nő és V. Henrik), az Egyházi Lapokban (1868. Menyasszony avatása), az Érsekujvár és Vidékében (1887. 14. sz. Érsekujvár 1787.), a Magyar Sionban (1888. Az érsekujvári erőd alapítása.)

## Művei
- Nagyméltóságú gróf Nádasdy Ferencz néhai kalocsai érsek élete. Pest, 1854.
- Első vagyis Nagy Szent Gergely pápa lelkipásztorkodásának könyve. Pest, 1858. (A pesti hittani kar által megkoszorúzott pályamű.)
- Felelet egy tizenegy éves levélre, megküldve egy magyarhoni helvét hitvallásu atyafinak. Esztergom, 1869. (Ism. M. Sion.)
- A vatikáni szent zsinat az 1871-72-iki egyházi évhez alkalmazott szent beszédekben. Pest, 1871-72. Három füzet. (Ism. Irod. Értesítő 1876.)
- Constitutiones dogmaticae ss. concilii Vaticani. A vaticáni sz. zsinat által hozott határozatok. Esztergom, 1877. (Ism. Religio II. 2. sz.)
- Érsekujvár hajdan és most... 1888.
- Az esztergomi érsekség Uj vára 1545-1580. Esztergom, 1896

Szerkesztette az Isten igéje szent beszédekben czímű folyóiratot 1876-tól 1880-ig Esztergomban.